# Рудо и Курси
«Рудо и Курси» (исп. Rudo y Cursi) — мексиканский фильм 2008 года режиссёра Карлоса Куарона.

## Сюжет
В вымышленной деревне Тачатлан в Мексике молодые люди мечтают о нормальной жизни на банановых плантациях. Двое из них, наполовину братья, играют в местных футбольных матчах. Тато является нападающим, а Бето — вратарем. Во время одного из матчей их замечает рекрутер и предлагает им возможность поиграть в одной из команд в Мехико. Поскольку его набор уже полон, он может взять только одного из них, и поэтому он предлагает решить этот вопрос с помощью пенальти. Тато забивает пенальти и, таким образом, получает возможность отправиться в столицу.
Через какое-то время Тато зарабатывает первую славу и получает прозвище Курси. Его брат также получает возможность выступать за конкурирующую команду и получает прозвище Рудо. Курси становится национальным героем и начинает встречаться с известной моделью Майей Вегой, Рудо же скучает по своей семье, оставшейся в деревне.
Через какое-то время дела у братьев начинают идти хуже. Курси расстается с Майей Вегой и теряет способность забивать голы, а Рудо подсаживается на кокаин и азартные игры. Им также становится ясно, что всем управляют картели, а их сестра выходит замуж за наркобарона Дона Касимиро. В конечном счете их судьба заивисит от одного матча, где братья играют за разные команды. Курси должен забить гол или его команда попадет во второй дивизион, а Рудо должен пропустить гол, чтобы рассчитаться с долгами, или его убьют. В последнюю минуту Рудо случайно отбивает пенальти и матч заканчивается без голов. Курси заканчивает футбольную карьеру, а Рудо переживает покушение, и из-за ранения теряет ногу, оба они возвращаются в Тачатлан.

## В ролях
- Гаэль Гарсиа Берналь — Тато «Курси» Вердуско
- Диего Луна — Бето «Рудо» Вердуско
- Гильермо Франселья — Дарио Видали
- Долорес Эредия — Эльвира
- Адриана Пас — Тонья
- Хессика Мас — Майя Вега
- Сальвадор Сербони
- Таня Эсмеральда Агилар
- Хоакин Косио
- Альфредо Альфонсо

## Восприятие
Фильм получил положительные отзывы кинокритиков. На сайте Rotten Tomatoes фильм имеет общий рейтинг 73 % на основе 109 рецензий и общим консенсусом: «Несмотря на то, что фильм следует многим штампам спортивных фильмов, „Руди и Курси“ стал удачным режиссёрским дебютом Карлоса Куарона и отличается хорошей игрой Гарсия Берналя и Луны».